# União das Freguesias de Soeira, Fresulfe e Mofreita
União das Freguesias de Soeira, Fresulfe e Mofreita, kurz UF Soeira, Fresulfe e Mofreita ist eine Gemeinde (Freguesia) im portugiesischen Kreis von Vinhais, in der Region Trás-os-Montes.
Die Gemeinde hat 224 Einwohner und eine Fläche von 46,67 km² (Stand nach Zahlen vom 30. Juni 2011).
Sie entstand im Zuge der administrativen Neuordnung in Portugal 2013 am 29. September 2013 durch Zusammenschluss der Gemeinden Soeira, Fresulfe und Mofreita. Sitz der neuen Gemeinde wurde Soeira.